# Gerov Pass
Gerov Pass är ett bergspass i Antarktis. Det ligger i Sydshetlandsöarna. Argentina, Chile och Storbritannien gör anspråk på området. Gerov Pass ligger 400 meter över havet.
Terrängen runt Gerov Pass är varierad. Havet är nära Gerov Pass åt sydväst.  Trakten är glest befolkad. Närmaste befolkade plats är St. Kliment Ohridski Base, 11,6 kilometer norr om Gerov Pass. 